# Aminata Diallo (militaire)
Pour les articles homonymes, voir Aminata Diallo et Diallo.
Ne doit pas être confondu avec Aminata Diallo.
Aminata Diallo, est une officier et femme politique guinéenne.
Elle est la porte-parole du Comité national du rassemblement pour le développement depuis le 5 septembre 2021,.
Elle est nommée directrice générale de la caisse nationale de prévoyance sociale des agents de l’état.

## Biographie
Aminata Diallo, fille de la première femme pilote de la Guinée, la colonel d’aviation Binta Pilote
, est une femme officier des forces armées  guinéennes. Elle a fait ses  formations militaires au centre d'instruction des services sociaux des forces armées royales du Maroc à Rabat d'où elle est sortie avec le grade de sous-lieutenant puis à l'école militaire inter armées au camp Alpha Yaya Diallo de Conakry. Ensuite, elle intègre la direction générale de l'intendance militaire où elle occupe plusieurs postes de responsabilités jusqu'à l'avènement du CNRD au pouvoir le 5 septembre 2021.

## Parcours militaire
La lieutenant-colonel Aminata Diallo est la directrice générale  de la caisse nationale  de prévoyance militaires.
le lieutenant-colonel Aminata Diallo, porte-parole du Comité national du rassemblement pour le développement (CNRD). avant de se retrouver jeudi 12 mai 2022, directrice générale de la caisse nationale de prévoyance sociale et des agents de l’Etat guinéen.
Elle a gravis plusieurs échelons dans la gestion financière et sociale des armées.
Avant le coup d’Etat du 05 septembre, entre juin 2020 et octobre 2021, elle était cheffe section actions sociales et réinsertion à la division gestion du personnel. Elle a participé récemment à la 66ème session de la commission des Nations-unies sur la condition de la femme à New-York aux Etats-Unies d’Amérique.
Après le coup d'État du 5 septembre 2021, elle est choisie comme porte-parole du CNRD. Le 13 janvier 2022, elle est confirmée à cette fonction par un décret lu à la télévision nationale, tout en conservant ses fonctions administratives antérieures. Après ses études secondaires, elle poursuivra ses études supérieures et militaires au Maroc. Au cours de son séjour au royaume chérifien, elle devient officière, assistante sociale au centre d’instruction des services sociaux de Rabat et bénéficie d’un stage d’application au même centre d’Instruction des services sociaux de Rabat.[réf. souhaitée]